# Pandros
Pandros (grec antic: Πάνδροσος), va ser, segons la mitologia grega, una princesa atenesa, una de les tres filles de Cècrops i d'Agraulos.
Les seves germanes són Herse i Aglauros. Amb elles va cometre el delicte d'obrir la cistella que Atena els havia confiat i on hi havia amagat el petit Erictoni. Va ser castigada amb la mort. De vegades la tradició parla d'una quarta germana, Fènice.
Pandros és tenguda per la primera dona que va filar. Tenia un culte establert dalt de l'Acròpolis, i sembla que hi havia uns rituals mistèrics al seu entorn.